# Aldo Ferrer
Aldo Ferrer (Buenos Aires, 15 de abril de 1927-Buenos Aires, 8 de marzo de 2016) fue un contador público, economista y político argentino recibido en la Universidad de Buenos Aires (UBA) y ligado políticamente a la Unión Cívica Radical (UCR). Ocupó el ministerio de Economía, la embajada argentina en Francia y la dirección editorial del diario Buenos Aires Económico.

## Carrera política
Fue ministro de Economía y Hacienda de la provincia de Buenos Aires entre 1958 y 1960. Entre 1967 y 1970 se desempeñó como primer Secretario Ejecutivo del Consejo Latinoamericano de Ciencias Sociales (CLACSO). Durante las presidencias de facto de Roberto Marcelo Levingston y Alejandro Agustín Lanusse (1970–1971) ocupó el Ministerio de Economía y Trabajo.
Con el radical Raúl Alfonsín en el poder fue presidente del Banco de la Provincia de Buenos Aires entre 1983 y 1987. Tiempo después, durante el mandato del también radical Fernando de la Rúa, presidió la Comisión Nacional de Energía Atómica (1999-2001). A marzo de 2006 se desempeñaba como director de Enarsa, una empresa estatal petrolera creada en 2004 con el objeto de reemplazar a la privatizada YPF.
Integró el llamado Grupo Fénix, formado en el año 2000 por economistas argentinos para diseñar un modelo económico alternativo a las políticas de Mercantilismo estatal, llevadas a cabo en Argentina entre 1976 y 2001. Ha sido uno de los economistas más activos en la denuncia de los efectos negativos de los fenómenos globalizadores sobre los países periféricos. Introdujo el concepto de densidad nacional para explicar las razones del insuficiente desarrollo de países como Argentina.
En 1996 recibió el Premio Konex de Platino por su trayectoria en análisis económico aplicado y desde 2009 hasta su muerte fungió como vicepresidente de la Fundación Konex. Ese mismo año, la Fundación le otorgó el Konex de Honor a la figura fallecida más relevante de la última década.
Falleció el 8 de marzo de 2016, a los 88 años. Estaba internado en el Sanatorio Otamendi, ubicado en la Ciudad de Buenos Aires, debido a una dolencia cardíaca que se había agravado en las últimas semanas.
Fue uno de los economistas más reconocidos de su país en las últimas décadas, teniendo en cuenta su actuación en los distintos cargos que ocupó y por su pensamiento, divulgado en libros.

## Trabajos publicados
- El Estado y el desarrollo económico, Editorial Raigal, Buenos Aires, 1956.
- La posguerra, El Cid Editor, Buenos Aires, 1982.
- Poner la casa en orden, El Cid Editor, Buenos Aires, 1984.
- Historia de la Globalización II, Fondo de Cultura Económica, Buenos Aires, 1996.
- El Capitalismo Argentino, Fondo de Cultura Económica, Buenos Aires, 1997.
- Hechos y ficciones de la globalización: Argentina y el Mercosur en el sistema internacional; Fondo de Cultura Económica, Buenos Aires, 1997.
- De Cristóbal Colón a Internet: América Latina y la globalización; Fondo de Cultura Económica, Buenos Aires, 2000.
- Historia de la Globalización II, Fondo de Cultura Económica, Buenos Aires, 2000.
- Vivir con lo nuestro. Nosotros y la globalización; Fondo de Cultura Económica, Buenos Aires, 2002 (fragmento)
- La Economía Argentina; Fondo De Cultura Económica, Buenos Aires, 2004 (1.ª. Ed. 1963).
- La Densidad Nacional; Ci Capital Intelectual, Buenos Aires, 2005
- El Futuro de Nuestro Pasado; Fondo de Cultura Económica, 2010